# Дом Маюрова
Дом Маюрова (укр. Будинок Маюрова), известный также как Круглый дом (укр. Круглий дім), — достопримечательность Одессы. Дом располагается в центре Греческой площади, разделяя её на две части — круглую (ранее там располагался водопой) и Греческий базар.

## История здания
Здание было построено для полковника Алексея Ивановича Маюрова, служившего чиновником по особым поручениям при новороссийском генерал-губернаторе. Разрешение на строительство выдал князь Михаил Воронцов 4 января 1841 года. Дом был возведён в 1840-х годах по проекту архитектора Ивана Даллаквы. В 1894 году здание проходило реконструкцию под руководством архитектора И. Ф. Яценко.

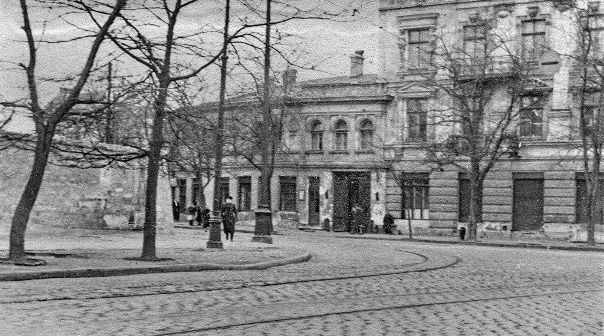
Дом Маюрова в конце 1940-х годов.

В 1920-е годы управляющим «Круглым домом» был бывший каторжник, создатель и руководитель Музея истории партии Сергей Мартыновский, в честь которого и была названа вся площадь. В 1996 году дом Маюрова разрушили и отстроили с существенными изменениями — внутри двора было возведено 7-этажное здание. Был сохранён только вид фасада. Ныне в этом сооружении расположен торговый центр «Афина».